# 不動産デリバティブ
不動産デリバティブ（ふどうさんデリバティブ、英: property derivatives）とは、不動産を対象とした金融派生商品のこと。

## 概要
不動産に関連する定量化された数値、客観的に第三者から認識できる事象などを基準として、事前に取り決めた数値を上回るか（もしくは、下回るか）した場合、その差額が支払われる金融商品や、不動産から得られる賃料や不動産自体の価格を、事前に取り決めた値で固定する契約などがある。
一般に、不動産デリバティブには、先物、オプション、スワップなどの基本的な形態があるが、広義の意味では、証券化や住宅ローンなども含む場合がある。
不動産デリバティブを活用することにより、不動産を持っている人にとっては、不動産から得られる収益のヘッジを行うことが可能になる。また、不動産に投資したい人にとっては、実物の不動産を購入しなくても、不動産を購入したのと同様のリターンを得ることが可能になる他、不動産を売却したい人にとっても、実物の不動産を売却しなくても、不動産を売却したのと同様のリターンを得ることが可能になる。

## 歴史
- 1991年5月9日、ロンドン商品取引所（英語：London Futures and Options Exchange、略称：London FOX）に世界初の不動産デリバティブ商品が上場。取引が活発ではなかったため、1991年10月2日上場廃止。[3]
- 1994年、イギリスでInvestment Property Databank（IPD）の不動産指数を用いた指数連動債（仕組債）であるPICs（Property Index Certificates）が登場。[3]
- 2004年、トータル・リターン・スワップ（英語：Total Return Swap、略称：TRS）が登場。
- 2006年5月22日、S&P/Case-Shiller Home Price Index（住宅価格指数）の先物がシカゴ・マーカンタイル取引所に上場。[3]
- 2007年2月21日、ダウ・ジョーンズ米国不動産指数の先物がシカゴ商品取引所に上場。[4]
- 2007年10月28日、S&P/GRA Commercial Real Estate Index（商業不動産価格指数）の先物がシカゴ・マーカンタイル取引所に上場。[5][3]
- 2008年6月16日、東証REIT指数の先物が大阪取引所に上場。[6]

## 種類
上場デリバティブ
不動産指数を原資産としたデリバティブのうち、取引所に上場しているもの。日本では東証REIT指数の先物が大阪取引所に上場している。
トータル・リターン・スワップ
不動産指数のトータル・リターンとLIBORなどの金利を交換するスワップ取引のこと。相対で取引され、デリバティブ・ブローカーや投資銀行などが仲介する。
不動産指数連動債券
不動産指数にパフォーマンスが連動した仕組債のこと。インデックス・リンク債。

## 参照
1. ↑  不動産デリバティブ～読み物風に～(前編)
2. ↑  不動産デリバティブ～読み物風に～(後編)
3. 1 2 3 4 5  不動産デリバティブ研究会の概要 - 国土交通省
4. ↑  CBOT to Launch Dow Jones U.S. Real Estate Index Futures Feb. 21 - CME Group
5. ↑  CME Group Announces Launch Date for U.S. Commercial Real Estate Futures and Options - CME Group
6. ↑  制度概要 | 東証REIT指数先物 | 日本取引所グループ
7. ↑  東証REIT指数先物 | 日本取引所グループ